# Сајрус Венс
Сајрус Венс (енгл. Cyrus Vance; Кларксбург, 27. март 1917 — Њујорк, 12. јануар 2002) је био државни секретар САД у администрацији Џимија Картера од 1977. до 1980. Оставку је поднео након неуспеле тајне мисије спасавања талаца заробљених у америчкој амбасади у Ирану током Исламске револуције. На том месту га је наследио Едмунд Маски.
Током ратова у Хрватској и Босни и Херцеговини, Венс је био специјални изасланик Генералног секретара Уједињених нација. Венсовим план су привремено окончана непријатељства у Хрватској и одобрен је долазак УНПРОФОР-а. Венс је један од аутора мировног плана за Босну и Херцеговину 1993, који су Срби из Републике Српске одбили.